# Zie Diabaté
Zie Diabaté (* 2. März 1989 in Pody) ist ein ivorischer Fußballspieler.

## Karriere
Diabaté begann seine Vereinskarriere bei den ivorischen Klubs IFER und Kabby Sport Bongouanou.
2008 wechselte der junge Abwehrspieler nach Rumänien zu Dinamo Bukarest. Sein Debüt bei Dinamo gab er am 23. April 2008 gegen Universitatea Craiova, als er in der 46. Minute für den Serben Nino Pekarić eingewechselt wurde. Das Spiel endete 4:4. Am Ende dieser ersten Saison wurde der Verein Vierter der Liga. 2008/09 kam er bereits auf acht Einsätze, wobei der Verein am Ende Dritter wurde.
In der Saison 2009/10 spielte Diabaté das erste Mal auf europäischer Klubebene. Sein Debüt in der Europa League gab er am 17. September 2009 gegen den österreichischen Vertreter SK Sturm Graz. Der Ivorer spielte durch und sah einen 1:0-Erfolg in Graz. In der Rückrunde der Saison 2010/11 wurde er im Team von Trainer Ioan Andone zur Stammkraft. Am 15. Januar 2012 unterschrieb er beim französischen Ligue 1 Verein FCO Dijon.
Anfang 2013 wurde Diabaté für ein halbes Jahr an Standard Lüttich in die belgische Pro League ausgeliehen. Anfang 2014 folgte ein halbjähriges Leihgeschäft mit KAA Gent. Nach seiner Rückkehr kam er in Dijon nur zu einem weiteren Einsatz. Er kehrte dem Verein im Sommer 2015 den Rücken und schloss sich AC Ajaccio an. In Ajaccio wurde er wieder zur Stammkraft und sicherte sich mit seiner Mannschaft den Klassenverbleib. Im Sommer 2016 wechselte er zu Ligakonkurrent Olympique Nîmes und wurde im August 2017 zu Chamois Niort verliehen.
Im Sommer 2018 wurde er vereinslos und schloss sich im Februar 2019 dem französischen Fünftligisten FC Chauray an, ehe sich für ihnen einen Monat später ein Wechsel zum iranischen Erstligisten Foolad FC auftat. Bereits im Juli 2019 kehrte er wieder nach Frankreich zurück und begann für den Gazélec FC Ajaccio in der Championnat National zu spielen. In der Winterpause 2019/20 wurde er abermals vereinslos und fand danach unter anderem auch aufgrund der COVID-19-Pandemie keinen Verein. Erst im Sommer 2021 schloss er sich dem Fünftligisten CA Pontarlier an und verließ diesen im Sommer 2024 in Richtung Schweiz. Hier tritt er seitdem für den Amateurklub FC Bosna Yverdon in Erscheinung.

## Erfolge
- Rumänischer Pokalsieger: 2012